# Freight Train (népdal)
A Freight Train egy amerikai dal, amelyet Elizabeth Cotten írt a 20. század elején, és az 1950-es és 1960-as évek amerikai népzene újrafelfedezése idején vált népszerűvé. Cotten beszámolója szerint a BBC 1985-ös „Down Home” című sorozata tette végérvényesen ismertté.
A dalt Cotten még tinédzserként (valamikor 1906-1912 között) komponálta, amelyet az észak-karolinai otthona közelében a síneken gördülő vonatok hangja inspirált. Cotten egykori dajkája, Peggy Seeger folkénekes magával vitte a dalt Angliába, ahol népzenei körökben népszerűvé vált.
Brit „dalszerzők”, Paul James és Fred Williams a dalt saját szerzeményükként, szerzői jogi követelésként regisztráltatták. Az ő nevük alatt Chas McDevitt vette fel a dalt 1956 decemberében. Ezután Nancy Whiskey folkénekesnő újra felvette a dalt.
Az Elizabeth Cotten felvételét a Folksongs and Instrumentals with Guitar albumhoz Mike Seeger készítette 1957-1958-ban elején, Cotten washingtoni otthonában.
A Seeger család támogatásával a szerzői jogot végül Cotten javára visszaállították.

## Híres felvételek
- Elizabeth Cotton
- Pete Seeger
- Mike Seeger
- Bob Dylan
- The Beatles
- Paul McCartney (unplugged tévéshow)
- Chas McDevitt Skiffle[2] Group, km.: Nancy Whiskey
- Alan Jackson
- Sister Rosetta Tharpe
- Joan Baez
- Gabriella Quevedo
- Aaron Watson